# 山本彩加
山本 彩加（やまもと あやか、2002年〈平成14年〉8月6日 - ）は、日本の元アイドル、元ファッションモデル。女性アイドルグループ・NMB48、派生ユニットLAPIS ARCHの元メンバー、『Seventeen』の元専属モデル。愛称はあーやん。兵庫県出身。Showtitleに所属していた。

## 略歴
2016年
- NMB48第5期生オーディション最終審査に合格。6月28日、NMB48劇場において、NMB48第5期研究生の1人としてお披露目された[4][5]。
- 10月18日、神戸ワールド記念ホールで開催された『NMB48 6th Anniversary LIVE』で「大組閣」と称したチーム再編により、チームNへの所属および昇格が発表された[6]。
- 12月28日発売のNMB48の16thシングル「僕以外の誰か」で初めてシングル表題曲の選抜メンバーに選出された[7]。

2017年
- 3月15日発売のAKB48の47thシングル「シュートサイン」で初めてAKB48のシングル表題曲の選抜メンバーに選出された[8]。

2018年
- 4月11日より『NMB48のTEPPENラジオ』（MBSラジオ）のメインパーソナリティーを務める[9]。
- 8月、『ミスセブンティーン 2018』グランプリ6人のうちの1人に選出され、『Seventeen』の専属モデルに加入した[3]。

2019年
- 新春特別公演で発表された大組閣にともない、3月1日よりチームBIIへ異動[10]。

2020年
- 3月29日、NMB48の23rdシングル『だってだってだって』で、初めてシングル表題曲のセンターに選出されたことが発表される（梅山恋和とのWセンター）。
- 12月28日、NMB48劇場で行われた冠ライブ「この瞬間(とき)を。」において、NMB48から卒業するとともに看護師を目指して学業に専念するため芸能界から引退することを発表した[11]。

2021年
- 3月3日、オリックス劇場において卒業コンサート「最後の一色」を開催[12][13]。同月19日、NMB48劇場で「山本彩加卒業公演〜最後の一色〜」を行い、NMB48卒業と同時に芸能界も引退した[14]。

## 人物
特技は空手であり、小学時代は兵庫県大会優勝を経験した。
阪神ファンである。阪神タイガースの2017年シーズンTORACO応援隊長にNMB48メンバーの5人と共に就任。
将来の夢は女優、モデルであった。

## NMB48在籍時の参加楽曲

### シングル選抜楽曲
NMB48名義
- 僕以外の誰か
  - 孤独ギター - 「Team N」名義
- ワロタピーポー
  - どこかでキスを - 「Team N」名義（山本彩とのWセンター）
- 欲望者
  - 阪急電車 - 「Team N」名義（山本彩とのWセンター）
  - Good Timing
- 僕だって泣いちゃうよ
  - 嘘つきマシーン - 「Team N」名義（山本彩とのWセンター）
- 床の間正座娘
  - アップデート - 「Team BII」名義（センター）
  - ピンク色の世界
  - 2番目のドア
- 母校へ帰れ!
  - ジュゴンはジュゴン - 「Team BII」名義（センター）
- 初恋至上主義
  - 無限大ノック - 「Team BII」名義（センター）
- だってだってだって（梅山恋和とのWセンター）
  - Be happy - 「Team BII」名義
  - 好きになってごめんなさい - 「LAPIS ARCH」名義（センター）
- 恋なんかNo thank you!
  - アイラブ豚まん
  - 青春念仏 - 「Team BII」名義

AKB48名義
- シュートサイン
  - 真夜中の強がり - 「NMB48」名義
- 願いごとの持ち腐れ
  - 点滅フェロモン
- 11月のアンクレット
  - 法定速度と優越感 - 「U-17選抜」名義
- Teacher Teacher
- 「センチメンタルトレイン」に収録
  - 百合を咲かせるか?
- 「NO WAY MAN」に収録
  - 最強ツインテール - 「U-16選抜2018」名義
- 「サステナブル」に収録
  - モニカ、夜明けだ - 「48グループNEXT12」名義
- 「失恋、ありがとう」に収録
  - 思い出マイフレンド - 「1st Campus」名義

### アルバム選抜曲
NMB48名義
- 『難波愛〜今、思うこと〜』に収録
  - まさかシンガポール
  - 難波愛
  - サササ サイコー!（センター）

AKB48名義
- 『サムネイル』に収録
  - ランナーズハイ
- 『僕たちは、あの日の夜明けを知っている』に収録
  - ごめんね、好きになっちゃって…

### 劇場公演ユニット曲
研究生「届かなそうで届くもの」公演
- 禁じられた2人
- スカート、ひらり（上西怜のユニットアンダー）

チームN 4th Stage「目撃者」公演
- おNEWの上履き
- 10クローネとパン（日下このみのユニットアンダー）
- フィンランドミラクル（須藤凜々花、内木志のユニットアンダー）

カトレア組「ここにだって天使はいる」公演
- この世界が雪の中に埋もれる前に

チームBII「2番目のドア」公演
- 誤解

## 出演

### 映画
- シグナル100（2020年1月24日、東映） - 水谷雫 役[18]

### テレビドラマ
- 第1話 Season2 #4 カンフードラマ「オオサカ・モンキー 難波拳」（2020年8月2日、朝日放送テレビ） - ヤン 役[19]

### 舞台
- 博多座開場20周年記念公演「仁義なき戦い〜彼女（おんな）たちの死闘編〜」（2019年11月9日 - 14日、博多座） - 槙原政吉（田中邦衛） 役[20]

## 書籍

### 写真集
- NMB48 山本彩加卒業メモリアルブック 最後の一色（2021年3月3日、光文社）[21]

### 雑誌連載
- FLASH「あーやんロード」（2016年11月21日増刊号 - 2021年3月26日春号、光文社）[22][23][24]
- Seventeen（2018年9月1日 - 2021年3月1日、集英社） - 専属モデル[3][25]
- 近代盆栽「進め!盆栽女子」（2018年9月4日 - 2021年3月、近代出版）